# 시맨틱 위키
시맨틱 위키(semantic wiki)는 해당 페이지에 설명된 지식의 기본 모델을 가진 위키이다. 일반 또는 신택틱(syntactic) 위키에는 구조화된 텍스트와 유형이 지정되지 않은 하이퍼링크가 있다. 반면에 시맨틱 위키는 의미론적 쿼리를 통해 데이터베이스처럼 쿼리하거나 내보낼 수 있는 방식으로 페이지 내의 데이터 및 페이지 간의 관계에 대한 정보를 캡처하거나 식별하는 기능을 제공한다.
시맨틱 위키는 2000년대 초반에 처음 제안되었으며, 2005년쯤 본격적으로 구현되기 시작했다. 2021년 현재 잘 알려진 시맨틱 위키 엔진은 시맨틱 미디어위키와 위키베이스이다.

## 같이 보기
- 마이크로포맷
- 온톨로지
- 자원 기술 프레임워크, 웹 온톨로지 언어, SPARQL
- 소프트웨어 및 웹사ㅣ트
  - 프리베이스
- 위키데이터